# کتاب‌شناسی محمود دولت‌آبادی
این مقاله سیاهه‌ای است از نوشته‌های محمود دولت‌آبادی (۱۳۱۹)، داستان‌نویس ایرانیِ قرن چهاردهم خورشیدی، به ترتیبِ تاریخِ انتشار.

.

## کتاب‌ها
مجموعه داستان
| کتاب‌های منتشرشده             |                              |                                           |              | | |
| نام                          | نوع                          | انتشارات                                  | سال انتشار   | توضیحات | ترجمه |
| ته شب                        | داستان کوتاه                 |                                           | ۱۳۴۱         | چاپ در مجله آناهیتا | |
| سفر                          | داستان بلند                  | انتشارات گلشایی انتشارات نگاه             | ۱۳۴۷         | دولت‌آبادی نگارش این داستان را در سال ۱۳۴۵ انجام داده و در سال ۱۳۵۲ مورد بازنویسی قرار داده است.                                                                                     | آلمانی (بهمن نیرومند)، عربی (سلیم عبدالامیر حمدان)                                                                            |
| آوسنه بابا سبحان             | داستان بلند                  | سازمان تدارک و نشر پیوند شبگیر نگاه       | ۱۳۴۷         | | آلمانی (بهمن نیرومند) |
| لایه‌های بیابانی              | مجموعه داستان                | انتشارات پیوند                            | ۱۳۴۷         | شامل داستان‌های سایه‌های خسته، ادبار، بند، پای گلدسته امامزاده شعیب، هجرت سلیمان و بیابانی.                                                                                           | ادبار (انگلیسی) |
| تنگنا                        | نمایش‌نامه                    | انتشارات رز انتشارات پیوند                | ۱۳۴۹         | | |
| گاواربان                     | داستان بلند                  | انتشارات صدای معاصر انتشارات نگاه         | ۱۳۵۰         | | آلمانی (تورج رهنما) |
| هجرت سلیمان                  | داستان کوتاه                 | انتشارات کتیبه                            | ۱۳۵۱         | شامل داستان‌های هجرت سلیمان و مرد. | هجرت سلیمان (چینی) مرد (فرانسوی)                                                                                              |
| باشبیرو                      | داستان بلند                  | انتشارات گلشایی انتشارات صدای معاصر       | ۱۳۵۱         | | |
| عقیل، عقیل                   | داستان بلند                  | انتشارات مرز و بوم                        | ۱۳۵۱         | | |
| از خم چنبر                   | داستان بلند                  | انتشارات پیوند                            | ۱۳۵۶         | | |
| دیدار بلوچ                   | سفرنامه                      | شبگیر پیوند                               | ۱۳۵۶         | | |
| کلیدر                        | رمان                         | نشر پارسی انتشارات فرهنگ معاصر            | ۱۳۵۷ تا ۱۳۶۳ | ده جلد | آلمانی (زیگرید لطفی) کردی (امین گردیگلانی)                                                                                    |
| جای خالی سلوچ                | رمان                         | انتشارات آگاه نشر نو فرهنگ معاصر نشر چشمه | ۱۳۵۸         | رمانی رئالیستی است که دولت‌آبادی بلافاصله پس از آزادی از زندان ساواک و طی ۷۰ روز نوشته است.                                                                                          | انگلیسی (کامران رستگار) فرانسوی (مریم عسگری) آلمانی (زیگرید لطفی) ایتالیایی (آنا ونسن) عربی (سلیم عبدالامیر حمدان) کردی هلندی |
| ققنوس                        | نمایش‌نامه                    | نشر چشمه                                  | ۱۳۶۱         | | |
| آهوی بخت من گزل              | داستان کوتاه                 | نشر چشمه                                  | ۱۳۶۸         | | سوئدی |
| کارنامه سپنج                 | مجموعه داستان                | انتشارات بزرگمهر انتشارات نگاه            | ۱۳۶۸         | | |
| ما نیز مردمی هستیم           | گفتگو (مصاحبه)               |                                           | ۱۳۶۸         | | |
| روزگار سپری‌شده مردم سالخورده | رمان                         | فرهنگ معاصر نشر چشمه                      | ۱۳۶۹         | این مجموعه سه جلدی به ترتیب با نام‌های: کتاب اول (اقلیم باد)، کتاب دوم (برزخ خس) و کتاب سوم (پایان جغد) از سال ۱۳۶۹ به بعد توسط انتشارات چشمه و فرهنگ معاصر منتشر شدند.              | |
| اتوبوس                       | فیلم‌نامه                     | فرهنگ معاصر نشر چشمه                      | ۱۳۷۲         | | |
| آن مادیان سرخ‌یال             | داستان بلند                  | انتشارات نگاه                             |              | | |
| سلوک                         | رمان                         | فرهنگ معاصر نشر چشمه                      | ۱۳۸۲         | | |
| قطره محال اندیش              | مجموعه مقالات و سخنرانی‌ها    | نشر چشمه                                  | ۱۳۸۳         | | |
| روز و شب یوسف                | داستان بلند                  | انتشارات نگاه                             | ۱۳۸۳         | | |
| گلدسته‌ها و سایه‌ها            | مجموعه داستان                | انتشارات نگاه                             | ۱۳۸۴         | | |
| زوال کلنل                    | رمان                         | انتشارات خارج از ایران                    | ۱۳۸۸         | در ایران اجازه نشر پیدا نکرده و به فارسی منتشر نشده‌است. (نوشته‌شده در سال‌های ابتدایی دهه ۱۳۶۰)                                                                                       | انگلیسی (تام پتردال) آلمانی (بهمن نیرومند) عبری (مژگان نوی) نروژی                                                             |
| نون نوشتن                    | مجموعه یادداشت‌های شخصی       | نشر چشمه                                  | ۱۳۸۸         | | |
| میم و آن دیگران              | مجموعه یادداشت دربارهٔ دیگران | نشر چشمه                                  | ۱۳۹۱         | شامل بیست و سه یادداشت است از دولت‌آبادی دربارهٔ هم‌نسلان و پیشینیان خودش | |
| وزیری امیر حسنک              | رمان                         | اانتشارات فیروزی                          |              | به همراه سی‌دی صوتی با صدای محمود دولت‌آبادی. | |
| تا سر زلف عروسان سخن         | گزیده‌ای از نثر کلاسیک فارسی  | نشر چشمه                                  | ۱۳۹۴         | قطعه‌هایی از متون نثر کلاسیک فارسی عمدتاً بین قرن چهارم هجری شمسی تا دوازدهم به انتخاب محمود دولت‌آبادی.                                                                               | |
| بنی‌آدم                       | داستانی                      | نشر چشمه                                  | ۱۳۹۴         | شامل ۶ داستان کوتاه. | |
| این گفت و سخن‌ها              | گفتگو                        | نشر چشمه                                  | ۱۳۹۶         | | |
| طریق بسمل شدن                | رمان                         | نشر چشمه                                  | ۱۳۹۷         | طرق بسمل شدن از سال ۱۳۸۳ تا ۱۳۸۵ نوشته شد و از یک سال بعد از آن در انتظار دریافت مجوز نشر بوده که در نهایت اردیبهشت ۱۳۹۷ در سی و یکمین نمایشگاه بین‌المللی کتاب تهران منتشر شده است. | |
| عبور از خود، از سرگذشت       | مجموعه گفتگو و مقاله         | نشر چشمه                                  | ۱۳۹۸         | کتاب سال ۱۳۹۰ فیپا گرفته است و در نهایت سال ۱۳۹۸ در سی و دومین نمایشگاه بین‌المللی کتاب تهران منتشر شده است.                                                                         | |
| بیرونِ در                     | رمان                         | نشر چشمه                                  | ۱۳۹۸         | | |
| اسب‌ها اسب‌ها از کنار یکدیگر   | رمان                         | نشر چشمه                                  | ۱۳۹۹         | | |

دُرّ یتیم (خشکیدن آب دهان عنکبوت)

## مقالات و منشآت

### پیام به یادِیدالله مفتون امینی
محمود دولت‌آبادی در پی درگذشتِ شاعر معاصر یدالله مفتون امینی، در تاریخ ١٧ آذر ١٤٠١ پیامی برای مراسم یادبود این شاعر در اختیار مهدی مظفری ساوجی، شاعر، نویسنده و پژوهشگر نهاد که متن آن از سوی روزنامهٔ شرق منتشر شد:
«جناب مظفری ساوجی از جانب من تسلیت بگویید خدمتِ بازماندگان زنده‌یاد مفتون امینی عزیز. اگر در مراسم امروز فرصتی شد، این نکته را که می‌گویم و پاره‌ای از شعری را که او دوست داشت و برای‌تان می‌خوانم، پخش کنید. یک‌ وقت مفتون به من نکتۀ مهمی را گفت. نمی‌دانم به چه مناسبت سر فراگوش من آورد و گفت: «من حاضر نیستم یک سرِ سوزن، از سرِ این گربۀ زیبا کاسته شود» و این در یاد من مانده است. جناب ساوجی، خوشبختانه فرصت کردم بعد از کتابی که شما درآورده‌اید با ایشان صحبت کنم و حالش را بپرسم. خیلی خوب شد که صدای او را شنیدم. در کتاب شما خواندم که این مرد، شعرِ لنگستون هیوز را دوست می‌داشته. می‌خواهم به یاد او و به احترام آقا مفتون عزیز، بخشی از این شعر را بخوانم. ترجمه زنده‌یاد احمد شاملو است:
آه، بگذارید این وطن، بارِ دیگر وطن شود
- سرزمینی که هنوز آنچه می‌بایست بشود نشده است
و باید بشود!-
سرزمینی که در آن هر انسانی آزاد باشد
سرزمینی که از آنِ من است
از آنِ بینوایان
که این وطن را وطن کردند
که خون و عرقِ جبین‌شان، درد و ایمان‌شان،
در ریخته‌گری‌های دست‌هاشان، و در زیر باران خیش‌هاشان
بار دیگر باید رؤیای پُرتوان ما را بازگردانَد.
آری، هر ناسزایی را که به دل دارید نثار من کنید
پولادِ آزادی زنگار ندارد...
آشکارا می‌گویم،
این وطن برای من هرگز وطن نبود
با وصفِ این، سوگند یاد می‌کنم که وطنِ من، خواهد بود!
رؤیای آن
همچون بذری جاودانه
در اعماقِ جانِ من نهفته است
باری پسرم! بعد از وقایعِ فجیعِ اخیر، آن‌قدر پژمرده و خسته و اندوهبار شده‌ام که نتوانستم دعوت شما را بپذیرم و در مراسم یادبود مفتون عزیز، آن رفته و دوستدارِ آشنا حاضر شوم. تسلی و سلام مرا به خانواده محترم او ابلاغ کن. بسیار متشکرم و عذرخواه.»